# System Scheveningen
System Scheveningen – sposób rozgrywania szachowego meczu drużynowego, polegający na tym, iż każdy zawodnik jednej drużyny gra z każdym zawodnikiem drużyny przeciwnej. Przykładowo, jeśli drużyny składają się z czterech zawodników, to kojarzenia mogą wyglądać następująco:
- 1 runda: A – a, B – b, C – c, D – d
- 2 runda: A – b, B – c, C – d, D – a
- 3 runda: A – c, B – d, C – a, D – b
- 4 runda: A – d, B – a, C – b, D – c

Kolory ustala się drogą losowania przed pierwszą rundą, przy czym w każdej rundzie cała drużyna gra tym samym kolorem. W drugiej rundzie następuje zmiana kolorów itd.
System opracowany został przez Aleksandra Rueba na początku lat dwudziestych XX wieku, zaś nazwa Scheveningen pochodzi od dzielnicy Hagi, gdzie w 1923 r. po raz pierwszy wykorzystano go w praktyce. Z okazji 50-lecia Holenderskiego Związku Szachowego rozegrano wówczas mecz reprezentacji Holandii z zespołem złożonym z zagranicznych mistrzów, zakończony wysokim zwycięstwem gości.